# Noicàttaro
Noicàttaro község (comune) Olaszország Puglia régiójában, Bari megyében.

## Fekvése
Baritól délkeletre fekszik, a Murgia-fennsíkon.

## Története
A település a 11-12. században alakult ki (Locus Noa) habár a régészek a neolitikumi és ókori leletekre is bukkantak a területén végzett ásatások során.

## Népessége
A lakosság számának alakulása:

## Főbb látnivalói
- Santa Maria della Pace-templom - a 13-14. században épült.
- Madonna delle Carmine-templom - 1587-1636 között épült.
- Madonna della Lama-templom
- Palazzo Antonelli, Palazzo Capruzzi, Palazzo Positano -nemesi paloták.